# Półwysep Arctowskiego
Półwysep Arctowskiego (ang. Arctowski Peninsula) – niewielki skalisty półwysep znajdujący się w Antarktydzie Zachodniej, w północno-zachodniej części Półwyspu Antarktycznego, pomiędzy Zatoką Andvord a Zatoką Wilhelminy. Rozciąga się na długości ok. 30 km w kierunku południkowym. Został odkryty w 1898 roku podczas Belgijskiej Wyprawy Antarktycznej, zorganizowanej przez Adriena de Gerlache. Kierownikiem naukowym tej wyprawy był polski geograf Henryk Arctowski, którego imieniem został nazwany półwysep.